# Shimokawa Taiyo
Shimokawa Taiyo (sinh ngày 7 tháng 3 năm 2002) là một cầu thủ bóng đá người Nhật Bản.

## Sự nghiệp câu lạc bộ
Shimokawa Taiyo hiện đang chơi cho Cerezo Osaka.